# Perissomastix wiltshirella
Perissomastix wiltshirella är en fjärilsart som beskrevs av Petersen 1964. Perissomastix wiltshirella ingår i släktet Perissomastix och familjen äkta malar.
Artens utbredningsområde är Iran. Inga underarter finns listade i Catalogue of Life.